# Костич, Богдан
Богдан Костич (серб. Богдан Костић; родился 17 января 2007) — сербский футболист, атакующий полузащитник клуба «Партизан».

## Клубная карьера
Уроженец Чачака, Костич является воспитанником футбольной академии белгардского «Партизана». В сентябре 2024 года подписал с клубом свой первый профессиональный контракт.
10 июля 2025 года дебютировал в основном составе «Партизана», выйдя на замену в матче второго квалификационного раунда Лиги Европы УЕФА против кипрского клуба АЕК. 3 августа 2025 года дебютировал в сербской Суперлиге в матче против клуба «Раднички». Неделю спустя вышел в стартовом составе «Партизана» в матче Суперлиги против клуба «Напредак» и забил два гола.

## Карьера в сборной
Выступал за сборные Сербии до 15, до 16, до 17 и до 18 лет.

## Личная жизнь
Отец — экс-футболист Зоран Костич.